# Therese von Artner

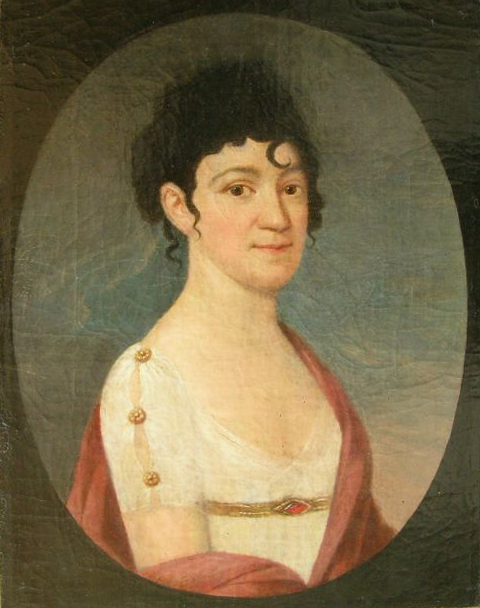
Therese von Artner

Therese von Artner (* 19. April 1772 in Schintau, Komitat Neutra, Oberungarn; † 25. November 1829 in Agram, Königreich Kroatien und Slawonien) war eine ungarndeutsche Schriftstellerin.

## Leben
Therese von Artner war die älteste von fünf Töchtern des kaiserlich-königlichen Generalmajors Leopold von Artner und der Magdalena von Artner geb. von Hubert. Beide Elternteile stammten aus dem ungarischen Ödenburg, wohin die Familie 1781 zurückkehrte. Therese von Artner erhielt dort eine gute Erziehung und für wenige Jahre Unterricht in Religion, Schreiben, Briefstil, Geografie und später Zeichnen und Französisch. Zudem brachte sie sich die italienische Sprache so gut selbst bei, dass sie Werke italienischer Autoren im Original lesen konnte.
Besonders interessierte sich Therese von Artner für Werke Friedrich Gottlieb Klopstocks, dessen Epos Der Messias ihr bei der Verarbeitung des Verlusts ihrer Schwester Josephe half, John Miltons Epos Paradise Lost und Werke der Göttinger Historiker Johann Christoph Gatterer, August Ludwig von Schlözer, Christian Gottlob Heyne und Arnold Heeren. Im Alter von 16 Jahren schrieb sie nach der Beschäftigung mit Ependichtungen wie Voltaires Henriade und Torquato Tassos Gerusalemme liberata ihr erstes Epos Conradin der Hohenstaufe, das sich mit dem Schicksal Konradin von Hohenstaufens beschäftigte, jedoch unvollendet blieb.
Als 1796 die Mutter starb, übernahm Therese von Artner als älteste Tochter die Führung des Haushalts, die Pflege des kranken Vaters und die Erziehung ihrer drei jüngeren Schwestern. Nach dem Tod des Vaters 1799 lebte sie bei ihrer Freundin Maria Elisabeth Gräfin Zay von Csömör geb. Freiin von Calisch auf den Schlössern Buscan und Zay-Ugrocz und verkehrte in ihrem literarischen Zirkel, wo sie hohes Ansehen genoss. Zusammen mit ihrer Freundin, der Beamtentochter und späteren Schriftstellerin Marianne von Tiell ließ sie 1800 in Jena ihre frühen Gedichte unter dem Titel Feldblumen, auf Ungarns Fluren gesammelt von Nina und Theone veröffentlichen. Das Werk wurde von der Kritik positiv beurteilt, in Ungarn selbst jedoch kaum beachtet. Das Pseudonym Theone behielt Therese von Artner auch für spätere Veröffentlichungen bei.

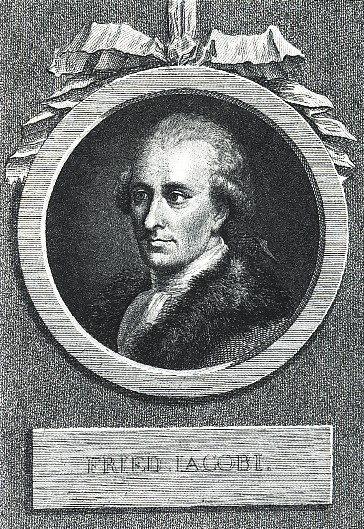
Friedrich Heinrich Jacobi, Förderer Therese von Artners.

1803 besuchte sie ihre Schwester Charlotte in Freiburg im Breisgau, das damals noch Hauptstadt Vorderösterreichs war. Dort schloss sie Bekanntschaft mit Friedrich Heinrich Jacobi und dessen Freunden Karl von Rotteck, Joseph Albrecht von Ittner, Johannes Matthias Alexander Ecker und Gottlieb Konrad Pfeffel. Während dieser Zeit entstanden auch die in Stil und Inhalt von ihrem Förderer Jacobi beeinflussten Neueren Gedichte von Theone, die Therese von Artner kurz vor ihrer Rückkehr nach Ödenburg nach Tübingen schickte, wo sie 1806 unter ihrem Pseudonym erschienen. Im Winter 1804 lebte Therese von Artner erneut auf den Gütern Maria von Zays. Es folgten zahlreiche Veröffentlichungen, hauptsächlich von Gedichten, in Zeitschriften wie der Aglaja, der Minerva und Jacobis Iris. 1807 hielt sich Therese von Artner für zwei Monate in Wien auf, wo ihre Schwester Charlotte den Tod ihres Mannes betrauerte. Dort lernte sie die österreichische Schriftstellerin Gabriele von Baumberg kennen, mit der sie in den folgenden Jahren eine enge Freundschaft verband.

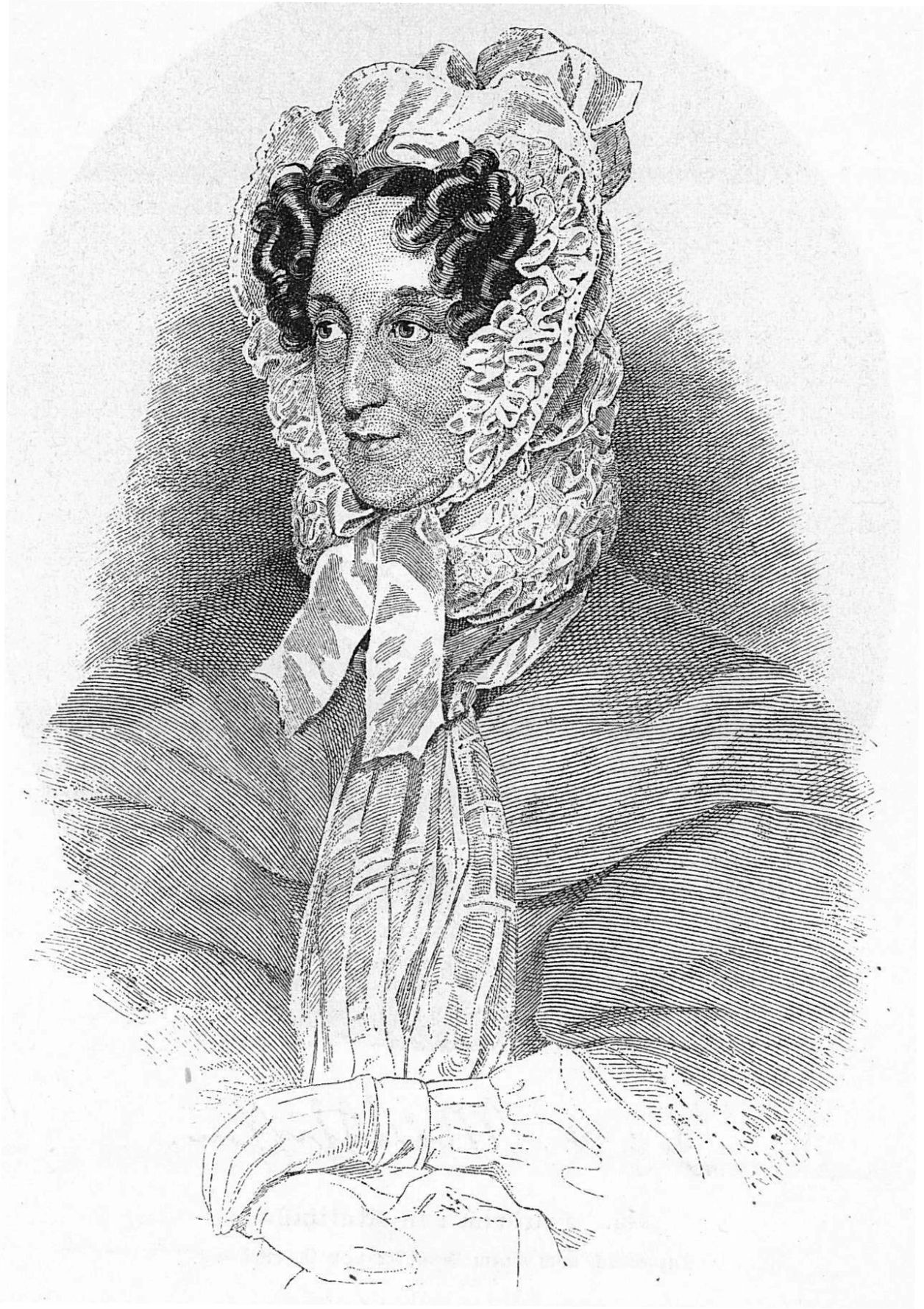
Caroline Pichler, Freundin Therese von Artners

Unter dem Eindruck der ersten militärischen Niederlage Napoleons in der Schlacht bei Aspern am 21./22. Mai 1809 verfasste Therese von Artner im folgenden Jahr das Epos Die Schlacht von Aspern, das die Leistung der österreichischen Truppen verherrlichte. Da Österreich aber in der Zwischenzeit besiegt und zum Abschluss eines Bündnisses mit Frankreich gezwungen worden war, untersagte Staatskanzler Klemens Wenzel Lothar von Metternich die Veröffentlichung des Werks. Erst 1812 konnten Teile davon in Hormayr’s Historischem Archiv erscheinen. Zur Zeit des Wiener Kongresses hielt sich Therese von Artner mit ihrer Freundin Maria von Zay in Wien auf. Dort machten sie die Bekanntschaft der Schriftstellerin Caroline Pichler. Beide waren regelmäßige Gäste in Pichlers literarischem Salon, wo Therese von Artner auch Freundschaft mit Franz Grillparzer schloss. Es folgten mehrere Theaterstücke, wie die dramatisierte Vorgeschichte zu Adolf Müllners Stück Die Schuld, die unter dem Titel Die That 1817 veröffentlicht wurde. Ihre letzten Jahre verbrachte Therese von Artner bei ihrer Schwester Wilhelmine Romano in Zagreb, das damals auf Deutsch Agram genannt wurde. Dort entstand, neben historischen Dramen mit Bezug zur slawischen Geschichte wie Rogneda und Wladimir und Stille Größe, auch ihr bekanntestes Werk, die Briefe über einen Theil von Croatien und Italien, welche an Caroline Pichler gerichtet sind. Therese von Artner starb im Jahr 1829 unverheiratet und kinderlos in Zagreb.

## Werke

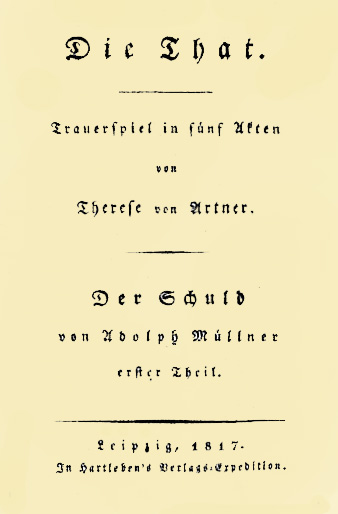
Titelblatt von Die That,
mit Erscheinungsort Leipzig.

Briefe über einen theil von Croatien und Italien, 1830

- Das Fest der Tugend. Ein Schäferspiel mit Chören in einem Aufzug. Oedenburg 1798.[8]
- Feldblumen, auf Ungarns Fluren gesammlet (sic) von Nina und Theone (mit Marianne von Tiell). 2 Bändchen, Jena 1800. (1: Digitalisat; 2: Digitalisat)
- Neuere Gedichte von Theone. Tübingen 1806. (Digitalisat)
- Die That. Trauerspiel in fünf Akten. Der Schuld von Adolph Müllner erster Theil. Pesth 1817. (Digitalisat)
- Gedichte. Gewählt, verbessert, vermehrt. 2 Theile, Leipzig 1818. (1: Digitalisat; 2: Digitalisat)
- Rettung und Lohn. Ein Lustspiel in einem Aufzug. Agram 1823.[9]
- Stille Größe. Schauspiel in drey Acten. Kaschau 1824. (Digitalisat)
- Rogneda und Wladimir. Trauerspiel in drei Aufzügen. Kaschau 1824. (Digitalisat)
- Briefe über einen Theil von Croatien und Italien an Caroline Pichler. Pesth 1830. (Digitalisat)